# Sigurbergur Elísson
Sigurbergur Elísson (10 juni 1992) is een voetballer uit IJsland.
Op 23 september 2007 was hij de jongste debutant in de Úrvalsdeild, de hoogste voetbalklasse van de IJslandse voetbalbond, ooit. Hij was op dat moment 15 jaar en 105 dagen oud. Hij was hiermee 34 dagen jonger dan Árni Pjetur Ingason, die tot dat moment het record had.
Elísson debuteerde voor ÍB Keflavík in de met 4-0 verloren wedstrijd tegen Fylkir Reykjavík.

## Statistieken
| Seizoen | Club        | Land    | Competitie  | Wedstrijden | Doelpunten |
| ------- | ----------- | ------- | ----------- | ----------- | ---------- |
| 2007    | ÍB Keflavík | IJsland | Úrvalsdeild | 1           | 0          |
| 2008    | ÍB Keflavík | IJsland | Úrvalsdeild | 1           | 0          |
| Totaal  |             |         |             | 2           | 0          |